# 5005 Kegler
5005 Kegler è un asteroide della fascia principale. Scoperto nel 1988, presenta un'orbita caratterizzata da un semiasse maggiore pari a 2,2525099 UA e da un'eccentricità di 0,1714274, inclinata di 1,30711° rispetto all'eclittica.
L'asteroide è dedicato al gesuita tedesco Ignatius Kegler che lavorò come astronomo alla corte dell'Imperatore della Cina.